# Viceammiraglio dell'Hampshire
Questo è un elenco di persone che hanno ricoperto la carica di Viceammiraglio dell'Hampshire. Un Viceammiraglio dell'Isola di Wight venne nominato dal 1569 al 1571 e nuovamente dal 1734 al 1807 anche se in quest'ultimo periodo la carica coincise perlopiù con quella di Viceammiraglio dell'Hampshire.

## Viceammiragli dell'Hampshire
- Sir Adrian Poynings 1558–1571
- Sir Edward Horsey 1571–1583
- William Plasted 1583–1584 con
- Edmund Yonge 1583 e
- Thomas Plasted 1583–1584
- George Carey, II barone Hunsdon 1584–1603
- Henry Wriothesley, III conte di Southampton 1603–1624
- Edward Conway, I visconte Conway 1624–1631
- Richard Weston, I conte di Portland 1631–1635
- Jerome Weston, II conte di Portland 1635–1642
- vacante
- Philip Herbert, IV conte di Pembroke 1644–1647 (parlamentare)
- Robert Hammond 1647–1649 (parlamentare)
- Charles Fleetwood 1650–1652 con (parlamentare)
- William Sydenham 1650–1660 (parlamentare)
- Sir Anthony Ashley-Cooper, II baronetto 1660
- Jerome Weston, II conte di Portland 1660–1662
- Thomas Colepeper, II barone Colepeper 1662–1669
- Sir Robert Holmes 1669–1692
- Charles Paulet, II duca di Bolton 1692–1710
- John Richmond Webb 1710–1714
- Charles Paulet, II duca di Bolton 1714–1722
- Charles Powlett, III duca di Bolton 1722–1733
- John Wallop, I visconte Lymington 1733–1742
- Charles Powlett, III duca di Bolton 1742–1754
- Harry Powlett, IV duca di Bolton 1755–1759
- Charles Powlett, V duca di Bolton 1759–1765
- vacante
- Harry Powlett, VI duca di Bolton 1767–1794
- vacante
- George Paulet, XII marchese di Winchester 1797–1800
- vacante
- Thomas Orde-Powlett, I barone Bolton 1803–1807
- James Harris, II conte di Malmesbury 1807–1831
- Charles Anderson-Pelham, I conte di Yarborough 1831–1846

## Viceammiragli dell'Isola di Wight
- Edward Horsey 1567–1571
- di competenza del viceammiraglio dell'Hampshire
- John Wallop, I visconte Lymington 1734–1742
- Charles Powlett, III duca di Bolton 1742–1746 (anche viceammiraglio dell'Hampshire)
- John Wallop, I conte di Portsmouth 1746–1762
- Thomas Holmes, I barone Holmes 1763–1764
- Hans Stanley 1765–1767
- Harry Powlett, VI duca di Bolton 1767–1771 (anche viceammiraglio dell'Hampshire)
- Hans Stanley 1771–1780
- Sir Richard Worsley, VII baronetto 1780–1791
- Thomas Orde-Powlett, I barone Bolton 1791–1807 (anche viceammiraglio dell'Hampshire dal 1803)
- di competenza del viceammiraglio dell'Hampshire